# Alpenwatersalamander
De alpenwatersalamander (Ichthyosaura alpestris) is een salamander uit de familie echte salamanders (Salamandridae).
De alpenwatersalamander is een middelgrote soort en een van de kleurrijkste watersalamanders. Een typisch kenmerk is de helder oranje gekleurde, ongevlekte buik. De salamander komt voor in Europa en voornamelijk in Centraal-Europa inclusief Nederland en België. In deze landen is de soort echter niet algemeen.
De salamander leeft van kleine waterdieren en is een deel van het jaar op het land te vinden. De salamander is dan vooral op regenachtige dagen actief. Overdag zijn te vinden onder stenen, boomstammen, tussen boomwortels of andere vochtige plekken. De alpenwatersalamander kan meer dan 20 jaar oud worden in het wild.

## Uiterlijke kenmerken
| Mannetje in waterfase met helder blauwe kleuren, lichtere, donker gevlekte band onder de flanken en een lage, ongetande en geel met zwart gevlekte staartkam. |
| Vrouwtjes hebben vaak een grijsblauwe marmertekening |

De alpenwatersalamander heeft een brede, platte kop zonder lengtegroeven, de parotoïden zijn niet ontwikkeld en ook dorsolaterale lijsten aan weerszijden van de flanken komen niet voor. Het lichaam is iets langer dan de staart. De buik is altijd oranje van kleur en ongevlekt, de keel is soms bij de basis licht gevlekt met kleine, zwarte vlekjes. De goed zichtbare keelplooi markeert de grens tussen keel en romp. De alpenwatersalamander wordt ongeveer 10 centimeter lang, mannetjes blijven kleiner tot 9 centimeter, vrouwtjes kunnen een lengte van 12 centimeter bereiken.
In de waterfase zijn de dieren overwegend blauw gekleurd behalve aan de onderzijde die helder oranje is. De mannetjes hebben een paarkleed bestaande uit een helder blauwe kleur aan de flanken en de staart, een lage rugkam die licht van kleur is met donkere ronde vlekken. Deze loopt ononderbroken over in de staartzoom. Door de staartkam en -zoom is de staart vis-achtig afgeplat. Aan de onderzijde van de flanken is een lichte band aanwezig met vele zwarte, ronde vlekken. Mannetjes zijn in de paartijd makkelijk van de vrouwtjes te onderscheiden aan de sterk opgezwollen, donkere cloaca.
Bij de vrouwtjes ontbreekt een rugkam, de staartkam- en zoom zijn smal en oranje van kleur. De intense blauwe kleuren ontbreken, wel zijn op de rug en flanken groene tot blauwe, grillige vlekken aanwezig die doen denken aan een marmertekening.
In de landfase verdwijnt de staartkam van de mannetjes en is de staart minder sterk zijdelings afgeplat. De blauwe kleuren zijn minder opvallend, de huid wordt donkerder en is dof, waterafstotend en korrelig van structuur.

### Onderscheid met andere soorten
De alpenwatersalamander komt veel met andere Europese amfibieën voor maar is met name in de waterfase met weinig soorten te verwarren. Dit komt voornamelijk door de helder oranje gekleurde buik die altijd ongevlekt is, in tegenstelling tot veel andere salamanders. De kleine watersalamander heeft daarnaast geen blauwe flankkleuren of een grijzige gemarmerde tekening (wel een blauwe staartzoom). De vinpootsalamander heeft een duidelijk bruine kleur. De kamsalamander wordt groter tot 20 centimeter en heeft een donkere kleur aan de bovenzijde en een duidelijk zwart gevlekte buik en keel. De alpenlandsalamander kan met exemplaren in de landfase worden verwisseld, maar deze soort heeft een zwarte buikzijde, duidelijk zichtbare parotoïden en een glanzende huid. De vrouwtjes van de Karpatensalamander kunnen worden verward met die van de alpenwatersalamander, mannetjes niet vanwege het duidelijk draad-achtige staartaanhangsel van de Karpatensalamander. Deze soort heeft echter drie lengtegroeven op de kop die bij de alpenwatersalamander ontbreken.

## Verspreiding en habitat

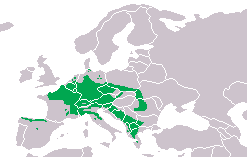
Verspreidingsgebied in het groen.

De alpenwatersalamander is endemisch in Europa en komt voor van het uiterste zuiden van Denemarken en noordelijk Duitsland tot in Italië en zuidelijk Griekenland. De westelijke grens van het verspreidingsgebied zijn de populaties in centraal- noordwestelijk Spanje die op enige afstand liggen van de rest van het verspreidingsgebied. De oostelijk grens wordt gevormd door populaties in Roemenië en Oekraïne.
De alpenwatersalamander komt voor in de landen Albanië, België, Bosnië en Herzegovina, Bulgarije, Denemarken, Duitsland, Frankrijk, Griekenland, Hongarije, Italië, Kosovo, Kroatië, Luxemburg, Montenegro, Nederland, Noord-Macedonië, Oekraïne, Oostenrijk, Polen, Roemenië, Servië, Slowakije, Slovenië, Spanje, Tsjechië, Wit-Rusland en Zwitserland.
In het Verenigd Koninkrijk is de salamander geïntroduceerd en wordt beschouwd als exoot. Er zijn enkele populaties bekend in het zuiden van Engeland in Kent, Londen en Birmingham, tot in centraal Schotland. De salamander komt voor van zeeniveau tot een hoogte van ongeveer 2500 meter boven zeeniveau in de Franse en Zwitserse Alpen.
Deze soort komt ook in Nederland en België voor, in België is de salamander plaatselijk algemeen, in Nederland komen alleen populaties voor in Limburg en Noord-Brabant en in gedeeltes van Gelderland en Drenthe. Ook uit Zeeland, Flevoland, Noord- en Zuid-Holland en Utrecht zijn waarnemingen bekend. De alpenwatersalamander staat in Nederland niet op de rode lijst maar wordt wel beschermd door de Nederlandse (en Belgische) wetgeving. In Nederland (en België) zijn alle inheemse salamandersoorten beschermd.

### Habitat
De salamander heeft een brede voorkeur en komt voor van bossen tot hooggebergten tot nabij de boomgrens. Zowel loofbossen, naaldbossen als gemengde bossen zijn een geschikte habitat. Ook in vijvers en andere kunstmatige oppervlaktewateren tot vegetatieloze poelen en met water gevulde karrensporen kan de soort worden aangetroffen. In laaggelegen gebieden is er een voorkeur voor meer beschaduwde wateren, in gebergten worden vaak door zon beschenen wateren uitgekozen. Het water dient visvrij en liefst helder te zijn en stilstaand tot langzaam stromend. In de Oekraïense Karpaten blijkt de alpenwatersalamander een voorkeur te hebben voor meer heldere en koelere wateren dan de hier levende Karpatensalamander.
Er is enige tolerantie voor door de mens aangepaste gebieden zoals militaire oefenterreinen, waterbekkens en greppels, maar in sterk gecultiveerde streken is de soort vaak minder algemeen.

## Levenswijze

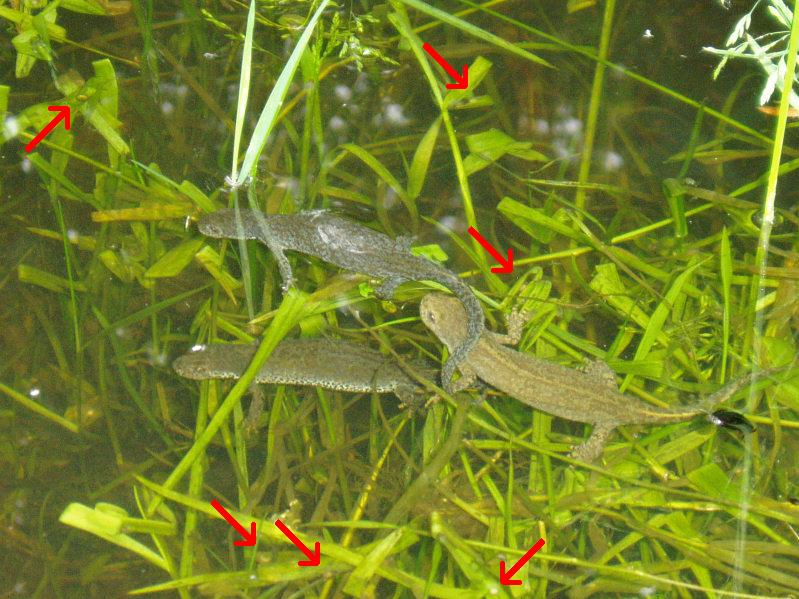
Vrouwtjes in waterfase bij de ei-afzet, verschillende eieren zijn tussen de bladeren van waterplanten gevouwen, aangegeven met pijlen.

De alpenwatersalamander is sterker aan water gebonden dan andere Europese watersalamanders. De salamander is honkvast en blijft dicht bij het water tot een afstand van 300 tot 600 meter. Tijdens de paartijd zijn alpenwatersalamanders zowel dag- als nachtactief en voortdurend in het water te vinden. Ze blijven veel op de bodem. Buiten de paartijd zijn ze ook op het land te vinden, hoewel minder dan de andere inheemse salamandersoorten. Ze zijn dan schemer- en nachtactief en verstoppen zich overdag onder stenen en houtstronken, alleen na een regenbui komen de salamanders soms overdag tevoorschijn.
De winterslaap begint in september-oktober en eindigt rond februari-mei. Deze soort overwintert op het land of in de modderlaag op de bodem van het water. Zodra de salamanders ontwaken wordt direct het water opgezocht en gaan ze over in de waterfase voor de voortplanting.

### Voortplanting
De voortplantingstijd begint zodra de dieren uit hun winterslaap zijn ontwaakt en het water opzoeken. Ze trekken vooral in februari en maart, tot in eind mei kunnen echter trekkende salamanders worden aangetroffen. Soms kan een tweede voortplantingstijd volgen als opgedroogde wateren door regenval worden gevuld. In hooggelegen gebieden echter wordt vaak een jaartje overgeslagen en planten de dieren zich om het jaar voort. Dit komt ook bij andere bergbewonende (in koele omstandigheden levende) amfibieën voor en dient om een energievoorraad aan te leggen voor de relatief energieverslindende voortplanting.
Er is zoals alle salamanders geen echte paring; het mannetje zet zijn sperma af in een zaadpakketje of spermatofoor waarna het wordt opgenomen door het vrouwtje. Er is wel een uitgebreide balts, waarbij het mannetje het vrouwtje besnuffelt en probeert te verleiden. Hij buigt hierbij zijn staart langs zijn lichaam en maakt wapperende bewegingen waarbij geurstoffen naar het vrouwtje worden gewaaierd. Het mannetje kromt zijn rug en als het vrouwtje paringsbereid blijkt loop het mannetje van haar af, waarbij hij zijn spermatofoor afzet. Het vrouwtje loopt achter het mannetje aan tot ze zich met de cloaca boven het zaadpakketje bevindt. Dan stopt het mannetje en duwt haar langzaam achteruit, zodat de spermatofoor beter kan worden opgenomen.
Het vrouwtje zet in een tijdsbestek van een paar dagen maximaal 250 eitjes af. Deze vouwt ze een voor een of soms in kleine groepjes van 3 tot 5 eitjes met haar achterpoten tussen de blaadjes van waterplanten. Doordat de eiomhulsels kleven, blijft het blad zitten en zijn de eitjes beter gecamoufleerd. In vegetatieloze wateren worden de eitjes aan verzonken bladeren gehecht. Het ei heeft een doorsnede van 1,3 tot 1,8 millimeter, inclusief het ovale eiomhulsel is het ei 3 tot 4 mm in doorsnede. Na ongeveer 14 tot 30 dagen is het embryonale stadium voltooid en kruipen de larven uit het ei, ze zijn dan zo'n 7 tot tien millimeter lang. Ze groeien door naar ongeveer 50 tot 80 millimeter waarna de metamorfose plaatsvindt. In heel koude wateren kunnen de larven zich minder snel ontwikkelen en soms overwinteren ze in het water om pas het volgende jaar te transformeren tot een jonge salamander. Na de metamorfose zijn ze iets kleiner; 30 tot 50 mm. Nadat een jonge salamander het water verlaat duurt het nog twee tot drie jaar voordat het dier geslachtsrijp is. Pas dan keert de salamander weer terug naar het water om zich voort te planten. De alpenwatersalamander kan meer dan 20 jaar oud worden.
Net als andere watersalamanders komt ook neotenie voor waarbij de dieren volwassen worden zonder de larvale kenmerken te verliezen. Deze exemplaren behouden hun vis-achtige staart en uitwendige kieuwen. Neotenie is niet heel zeldzaam en komt in verschillende vormen voor. Enkele populaties bestaan zelfs voornamelijk uit neotene exemplaren.

## Galerij

Ontwikkeling
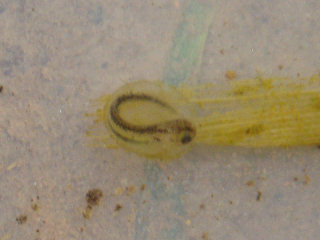
Een bijna volgroeid embryo
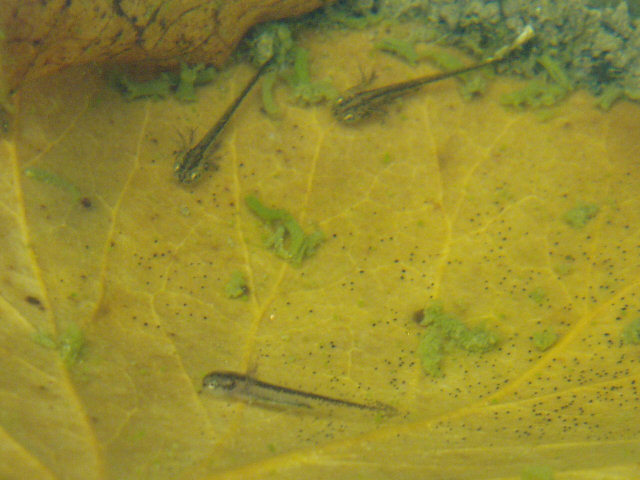
Jonge larven
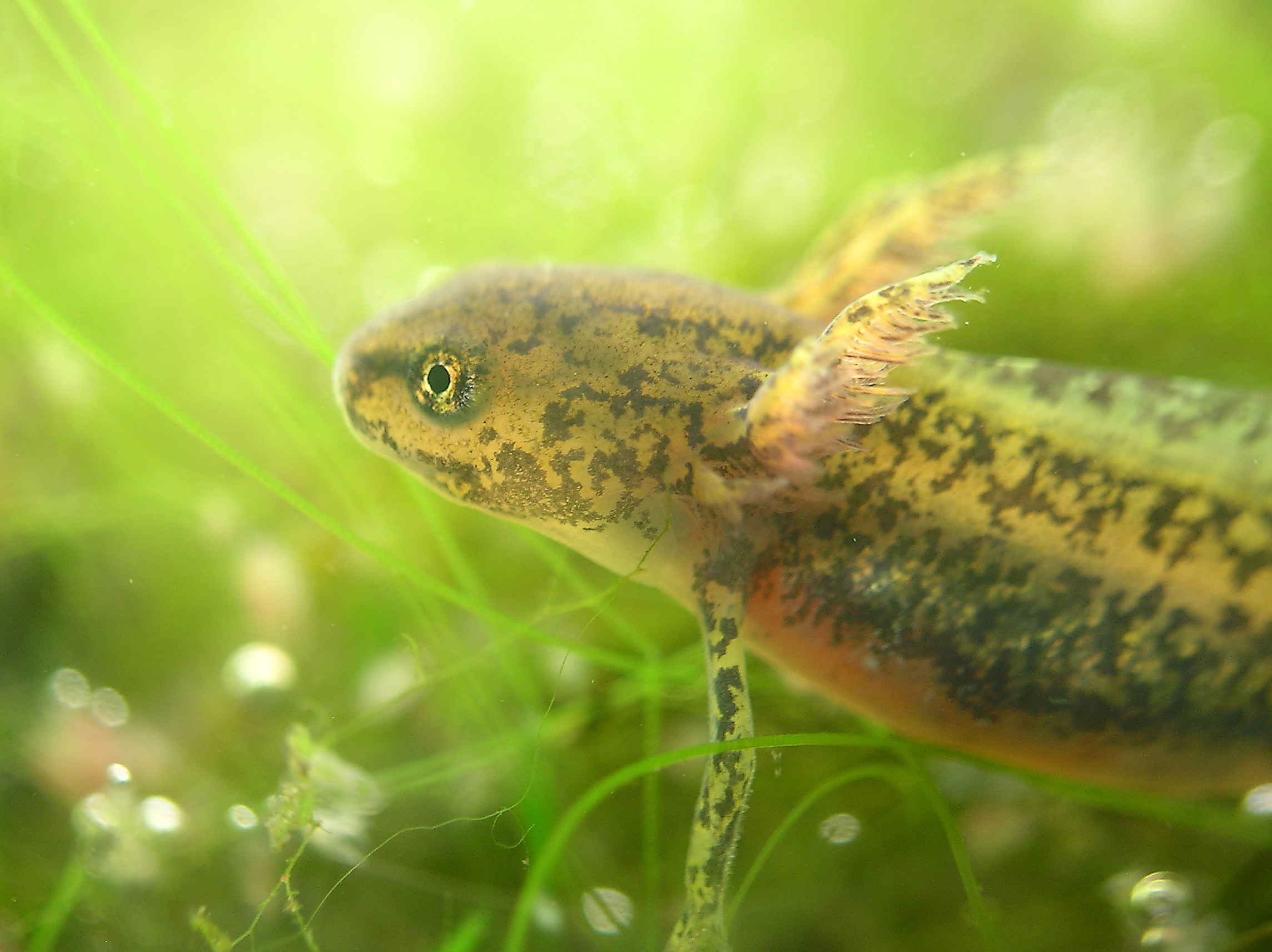
Oudere larve met tekening en oranje buik
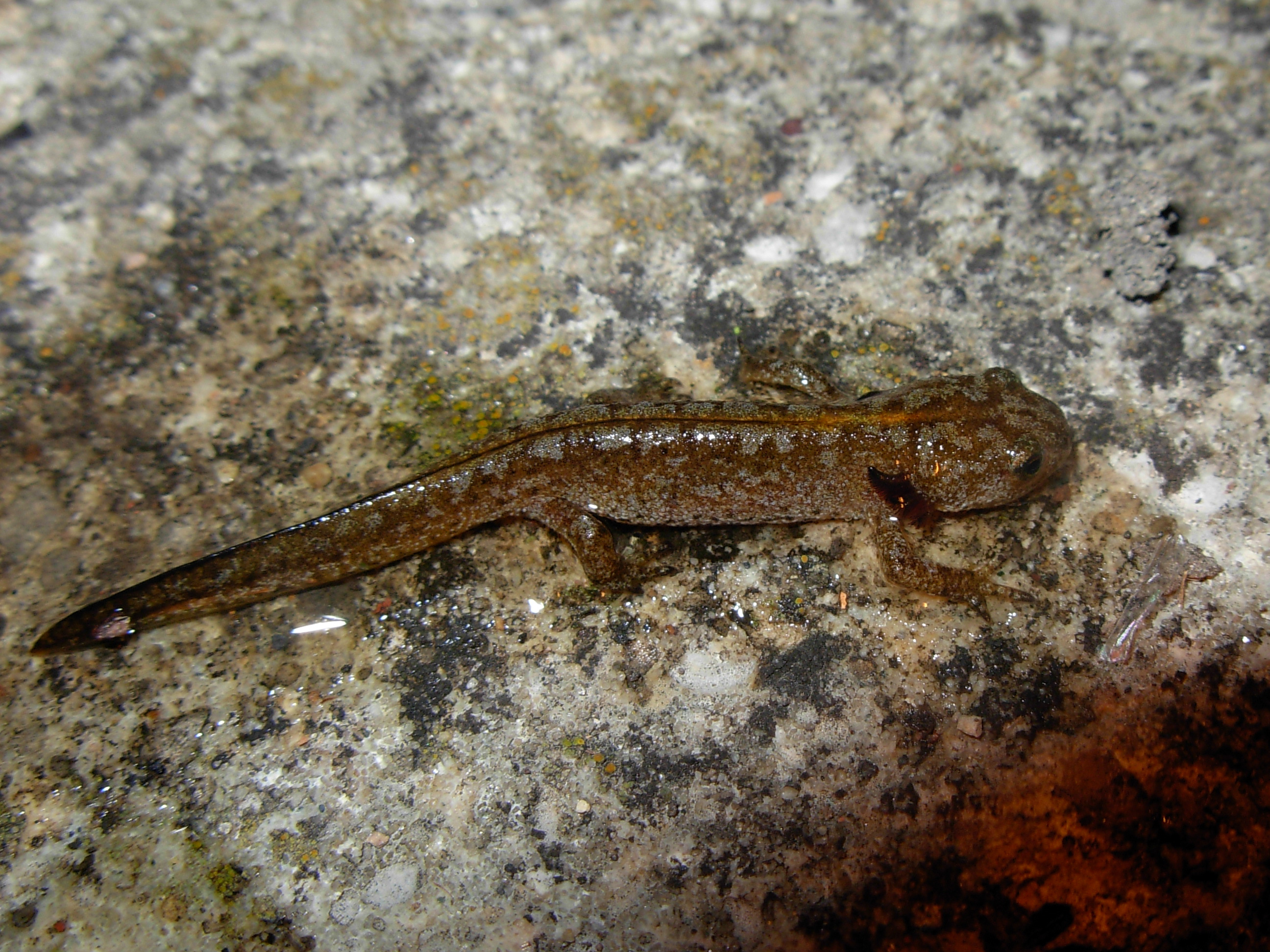
Bijna gemetamorfoseerde larve

### Voedsel en vijanden
De alpenwatersalamander leeft van kleine insecten om en in het water zoals muggen en de larven, kevers, libellen en vliegen. Ook andere kleine ongewervelden worden gegeten als wormen en kleine kreeftachtigen als watervlooien. Een deel van het voedsel bestaat uit kikker- en salamandereitjes, waaronder die van de eigen soort, de salamanders zijn kannibalistisch.
Jonge larven leven van algen maar schakelen al snel over naar levende prooien zoals watervlooien en vlokreeftjes. Ook bij de larven komt kannibalisme regelmatig voor.
Vijanden van de alpenwatersalamander zijn vooral grote roofvissen als de forel (Salmo trutta). Ook andere dieren zoals de waterspitsmuis (Neomys fodiens) jaagt actief op watersalamanders, waaronder deze soort.
Bij verstoring schiet de salamander snel naar de bodem van het water en verstopt zich in de modder of in de onderwatervegetatie. Bij aanraking maakt de salamander meestal een fluitend geluid wat ontstaat door zich vol met lucht te blazen en deze te laten ontsnappen door de keel.

## Taxonomie en naamgeving
De wetenschappelijke naam Ichthyosaura alpestris betekent letterlijk 'vis-hagedis uit de Alpen'. De wetenschappelijke naamgeving van deze soort is recentelijk diverse malen veranderd, waardoor de literatuur niet altijd eenduidig is.
De alpenwatersalamander werd in 1768 door Laurenti beschreven als Triton alpestris. De salamander behoorde eerder tot de geslachten Hemitriton en Molge, die tegenwoordig niet meer worden erkend. Andere voormalige geslachtsnamen als Gecko en Lacerta worden nog wel erkend, maar vallen tegenwoordig onder de onderorde van hagedissen. Lange tijd behoorde de salamander tot het geslacht Triturus, deze naam duikt in de literatuur vaak op. Vanaf 2004 werd de soort tot het monotypische geslacht Mesotriton gerekend, dat nu niet meer wordt erkend. In 2008 kreeg de alpenwatersalamander namelijk een nieuwe wetenschappelijk naam; Ichthyosaura alpestris, welke nog niet algemeen is overgenomen.
Er is overigens ook een Alpenlandsalamander (Salamandra atra), die zoals de naam al doet vermoeden meer op het land is aangepast en morfologisch duidelijk afwijkt.

### Ondersoorten
Er zijn tien ondersoorten, die in uiterlijk en verspreidingsgebied iets verschillen.
| Ondersoorten                                                |                                         |                                                 |
| Naam                                                        | Verspreiding                            | Kenmerken                                       |
| Ichthyosaura alpestris alpestris (Laurenti, 1768)           | centraal, westelijk en oostelijk Europa | Nominale soort.                                 |
| Ichthyosaura alpestris apuanus (Bonaparte, 1839)            | Frankrijk, Italië                       | Duidelijk gevlekte keel.                        |
| Ichthyosaura alpestris cyreni (Wolterstorff, 1932)          | noordwestelijk en centraal Spanje       | Relatief grote kop en ronder lichaam.           |
| Ichthyosaura alpestris inexpectatus (Dubois & Breuil, 1983) | zuidelijk Italië                        | Duidelijk gevlekte keel.                        |
| Ichthyosaura alpestris lacusnigri (Seliskar & Pehani, 1935) | Slovenië                                | Grote robuuste vorm, brede kop.                 |
| Ichthyosaura alpestris montenegrinus (Radovanovic, 1951)    | Montenegro                              | Neotene vorm; behoudt de larvale kenmerken.     |
| Ichthyosaura alpestris piperianus (Radovanovic, 1961)       | Montenegro                              | -                                               |
| Ichthyosaura alpestris reiseri (Schreiber, 1912)            | Bosnië                                  | Grote robuuste vorm, neotene vormen komen voor. |
| Ichthyosaura alpestris serdarus (Radovanovic, 1961)         | Montenegro                              | Neotene vorm; behoudt de larvale kenmerken.     |
| Ichthyosaura alpestris veluchiensis (Wolterstorff, 1934)    | Griekenland                             | -                                               |